# Regiel
Regiel (deutsch Regeln) ist ein Dorf in der polnischen Woiwodschaft Ermland-Masuren und gehört zur Gmina Ełk (Landgemeinde Lyck) im Powiat Ełcki (Kreis Lyck).

## Geographische Lage
Regiel liegt am Südufer des Großen Regelner Sees (polnisch Jezioro Regielskie) im südlichen Osten der Woiwodschaft Ermland-Masuren, acht Kilometer südöstlich der Kreisstadt Ełk (Lyck).

## Geschichte
Das nach 1785 Reglen und bis 1945 Regeln genannte kleine Dorf wurde 1467 gegründet. Zwischen 1874 und 1945 war es in den Amtsbezirk Wischniewen  (polnisch Wiśniowo Ełckie) eingegliedert, der – 1938 in „Amtsbezirk Kölmersdorf“ umbenannt – zum Kreis Lyck im Regierungsbezirk Gumbinnen (ab 1905: Regierungsbezirk Allenstein) in der preußischen Provinz Ostpreußen gehörte.
Im Jahre 1910 waren in Regeln 398 Einwohner registriert. Ihre Zahl verringerte sich bis 1933 auf 387 und belief sich 1939 auf 388.
Aufgrund der Bestimmungen des Versailler Vertrags stimmte die Bevölkerung im Abstimmungsgebiet Allenstein, zu dem Regeln gehörte, am 11. Juli 1920 über die weitere staatliche Zugehörigkeit zu Ostpreußen (und damit zu Deutschland) oder den Anschluss an Polen ab. In Regeln stimmten 200 Einwohner für den Verbleib bei Ostpreußen, auf Polen entfielen keine Stimmen.
In Kriegsfolge kam Regeln 1945 mit dem gesamten südlichen Ostpreußen zu Polen und erhielt die polnische Namensform „Regiel“. Heute ist das Dorf Sitz eines Schulzenamtes (polnisch Sołectwo) und damit eine Ortschaft im Verbund der Gmina Ełk (Landgemeinde Lyck) im Powiat Ełcki (Kreis Lyck), vor 1998 der Woiwodschaft Suwałki, seither der Woiwodschaft Ermland-Masuren zugeordnet.

## Kirche
Bis 1945 war Regeln in die evangelische Kirche in Wischniewen (1938 bis 1945 Kölmersdorf, polnisch Wiśniowo Ełckie) in der Kirchenprovinz Ostpreußen der Kirche der Altpreußischen Union sowie in die römisch-katholische Kirche St. Adalbert in Lyck im Bistum Ermland eingepfarrt.
Heute ist Regiel mit einer eigenen Kapelle eine Filialgemeinde der Pfarrei Regielnica (Regelnitzen, 1938 bis 1945 Regelnhof) im Bistum Ełk der Römisch-katholischen Kirche in Polen. Die evangelischen Einwohner orientieren sich zur Kirchengemeinde in Ełk, einer Filialgemeinde der Pfarrei Pisz (deutsch Johannisburg) in der Diözese Masuren der Evangelisch-Augsburgischen Kirche in Polen.

## Verkehr
Regiel ist von der Stadt Ełk aus über den Stadtteil Szyba (Sybba, 1938 bis 1945 Walden) direkt zu erreichen. Die nächste Bahnstation ist Regielnica (Regelnitzen, 1938 bis 1945 Regelnhof) an der Kleinbahnstrecke Ełk–Turowo (deutsch Lyck–Thurowen/Auersberg), die von der Ełcka Kolej Wąskotorowa im Touristenverkehr als Historische Schmalspurbahn befahren wird.